# Derian Hatcher
Derian Hatcher (Sterling Heights, Michigan, 1972. június 4. –) amerikai profi jégkorongozó. A szintén NHL-játékos Kevin Hatcher öccse.

## Karrier
Komolyabb junior karrierjét az OHL-es North Bay Centennialsban kezdte 1989-ben és 1991-ig volt a csapat játékosa. A Minnesota North Stars választotta ki az 1990-es NHL-drafton az első kör nyolcadik helyén. Első gólját az első mérkőzésén lőtte 1991. október 12-én. Mikor a csapat átköltözött Dallas-ba 1993-ban ő is velük ment. Tíz éven keresztül szolgálta a Dallas Stars-t és ez idő alatt 71 gólt, 223 asszisztot és 1380 büntető percet szerzett. 1999-ben Stanley-kupa győztes lett a csapattal és mint csapatkapitány tette ezt így ő lett az első amerikai születésű csapatkapitány aki magasba emelhette a Stanley-kupát. 2003-ban  ötéves  szerződést írt alá a Detroit Red Wings-szel 30 millió dollár ellenében. A Red Wingsben mindössze 15 alapszakasz és 12 rájátszás mérkőzésen lépett jégre. A 2004–2005-ös szezonban az NHL-ben lockout volt, így ő az UHL-es Motor City Mechanicsban játszott. A következő szezontól már a Philadelphia Flyers játékosa volt mert a Detroitnál nem fért bele az új fizetési sapkába. Philadelphiában három évet játszott és a 2008–2009-es évben egyszer sem ölthette magára a Flyers mezét mert súlyos térdsérülése volt. 2009. június 15-én hivatalosan is bejelentette a visszavonulását. A Philadelphia Flyersnál maradt, mint játékos fejlesztő edző.

## Elismerései
- Jégkorong-világkupa arany: 1996
- NHL All-Star Gála: 1997
- Stanley-kupa: 1999
- NHL Második All-Star Csapat: 2003
- United States Hockey Hall of Fame tag: 2010

## Karrier statisztika
| 1989–1990       | North Bay Centennials | OHL             | 64   | 14 | 38  | 52  | 45   | 5   | 2 | 3  | 5  | 8   |
| 1990–1991       | North Bay Centennials | OHL             | 64   | 13 | 50  | 63  | 163  | 10  | 2 | 10 | 12 | 28  |
| 1991–1992       | Minnesota North Stars | NHL             | 43   | 7  | 5   | 12  | 88   | 5   | 0 | 2  | 2  | 8   |
| 1991–1992       | Kalamazoo Wings       | IHL             | 2    | 1  | 2   | 3   | 21   | —   | — | —  | —  | —   |
| 1992–1993       | Minnesota North Stars | NHL             | 67   | 4  | 15  | 19  | 178  | —   | — | —  | —  | —   |
| 1993–1994       | Dallas Stars          | NHL             | 83   | 12 | 19  | 31  | 211  | 9   | 0 | 2  | 2  | 14  |
| 1994–1995       | Dallas Stars          | NHL             | 43   | 5  | 11  | 16  | 105  | —   | — | —  | —  | —   |
| 1995–1996       | Dallas Stars          | NHL             | 79   | 8  | 23  | 31  | 129  | —   | — | —  | —  | —   |
| 1996–1997       | Dallas Stars          | NHL             | 63   | 3  | 19  | 22  | 97   | 7   | 0 | 2  | 2  | 20  |
| 1997–1998       | Dallas Stars          | NHL             | 70   | 6  | 25  | 31  | 132  | 17  | 3 | 3  | 6  | 39  |
| 1998–1999       | Dallas Stars          | NHL             | 80   | 9  | 21  | 30  | 102  | 18  | 1 | 6  | 7  | 24  |
| 1999–2000       | Dallas Stars          | NHL             | 57   | 2  | 22  | 24  | 68   | 23  | 1 | 3  | 4  | 29  |
| 2000–2001       | Dallas Stars          | NHL             | 80   | 2  | 21  | 23  | 77   | 10  | 0 | 1  | 1  | 16  |
| 2001–2002       | Dallas Stars          | NHL             | 80   | 4  | 21  | 25  | 87   | —   | — | —  | —  | —   |
| 2002–2003       | Dallas Stars          | NHL             | 82   | 8  | 22  | 30  | 106  | 11  | 1 | 2  | 3  | 33  |
| 2003–2004       | Detroit Red Wings     | NHL             | 15   | 0  | 4   | 4   | 8    | 12  | 0 | 1  | 1  | 15  |
| 2004–2005       | Motor City Mechanics  | UHL             | 24   | 5  | 12  | 17  | 27   | —   | — | —  | —  | —   |
| 2005–2006       | Philadelphia Flyers   | NHL             | 77   | 4  | 13  | 17  | 93   | 6   | 0 | 2  | 2  | 10  |
| 2006–2007       | Philadelphia Flyers   | NHL             | 82   | 3  | 6   | 9   | 67   | —   | — | —  | —  | —   |
| 2007–2008       | Philadelphia Flyers   | NHL             | 44   | 2  | 5   | 7   | 33   | 15  | 1 | 2  | 3  | 40  |
| NHL Összesített | NHL Összesített       | NHL Összesített | 1045 | 80 | 251 | 331 | 1581 | 133 | 7 | 26 | 33 | 248 |
| IHL Összesített | IHL Összesített       | IHL Összesített | 2    | 1  | 2   | 3   | 21   | —   | — | —  | —  | —   |
| UHL Összesített | UHL Összesített       | UHL Összesített | 24   | 5  | 12  | 17  | 27   | —   | — | —  | —  | —   |
| OHL Összesített | OHL Összesített       | OHL Összesített | 128  | 27 | 88  | 115 | 208  | 15  | 4 | 13 | 17 | 36  |